# Trigonopteryx willemsei
Trigonopteryx willemsei är en insektsart som beskrevs av Willy Adolf Theodor Ramme 1941. Trigonopteryx willemsei ingår i släktet Trigonopteryx och familjen Trigonopterygidae. Inga underarter finns listade i Catalogue of Life.